# Бирючекосинский сельсовет
Бирючекосинский сельский совет — упразднённое сельское поселение и административно-территориальная единица в составе Лиманского района Астраханской области, Российская Федерация. Административный центр — село Бирючья Коса.
Законом Астраханской области от 25 мая 2017 года № 23/2017-ОЗ были преобразованы, путём их объединения, муниципальные образования и административно-территориальные единицы «Бирючекосинский сельсовет», «Бударинский сельсовет», «Камышовский сельсовет», «Караванненский сельсовет», «Кряжевинский сельсовет», «Рабочий посёлок Лиман», «Михайловский сельсовет», «Новогеоргиевский сельсовет», «Проточенский сельсовет» и «Рынковский сельсовет» в городское поселение «Рабочий посёлок Лиман» с административным центром в рабочем посёлке Лиман.

## Географическое положение
Общая площадь сельсовета составляет 9650 га, в том числе земли: сельскохозяйственного назначения — 7399 га, из категории населенных пунктов — 129 га, пашня — 3443,7 га. Доля фактически используемых сельхозугодий к общей площади сельхозугодий составляет 54,6 %.
Сельсовет находится на юге Астраханской области на расстоянии 150 км от областного центра и входит в состав территории муниципального образования «Лиманский район». Расстояние от основных магистралей — 33 км до дороги Лиман — Астрахань, 23 км до порта Оля. Сельсовет граничит с муниципальными образованиями: «Бударинский сельсовет», «Олинский сельсовет», с середины ильменя Забурунное до слияния с рекой Бахтемир — граница с МО «Икрянинский район», с юга — с МО «Рынковский сельсовет».

## Население
| 2010 | 2012  | 2013  | 2014  | 2015  | 2016 | 2017 |
| ---- | ----- | ----- | ----- | ----- | ---- | ---- |
| 1053 | ↗1061 | ↘1036 | ↘1011 | ↘1000 | ↘969 | ↘946 |

Население на 01.01.2011 г. — 1114 человек, трудоспособное население составляет 663 человек (59,5 %), пенсионеры — 281 (25,2 %), дети — 170 человек (15,2 %). На территории сельсовета проживают граждане 12 национальностей.

## Состав
В состав сельсовета входили следующие населённые пункты:
| Населённый пункт   | Население, человек (2010) |
| ------------------ | ------------------------- |
| Бирючья Коса, село | ↗1005                     |
| Забурунное, село   | →109                      |

## Хозяйство
На территории муниципального образования действуют крестьянско-фермерские хозяйства «Волна» (животноводство, прудовое хозяйство, кормопроизводство) и «Пушкинская Валентиина Георгиевна» (животноводство, птицеводство, кормопроизводство).
Сведения о поголовье скота на 01.01.2013 года, голов: крупный рогатый скот — 166, овцы и козы − 12, птица — 587 голов.

## Объекты социальной сферы
Образование в сельсовете представлено МОУ «Бирючекосинская СОШ» и МКДОУ «Детский сад „Золотая рыбка“», культура и досуг — МУК «Межпоселенческий культурно-досуговый комплекс» и библиотекой, здравоохранение — Бирючекосинской амбулаторией (филиал МУЗ Лиманской ЦРБ) и фельдшерско-акушерским пунктом.